# St. Nikolaus (Nieheim)

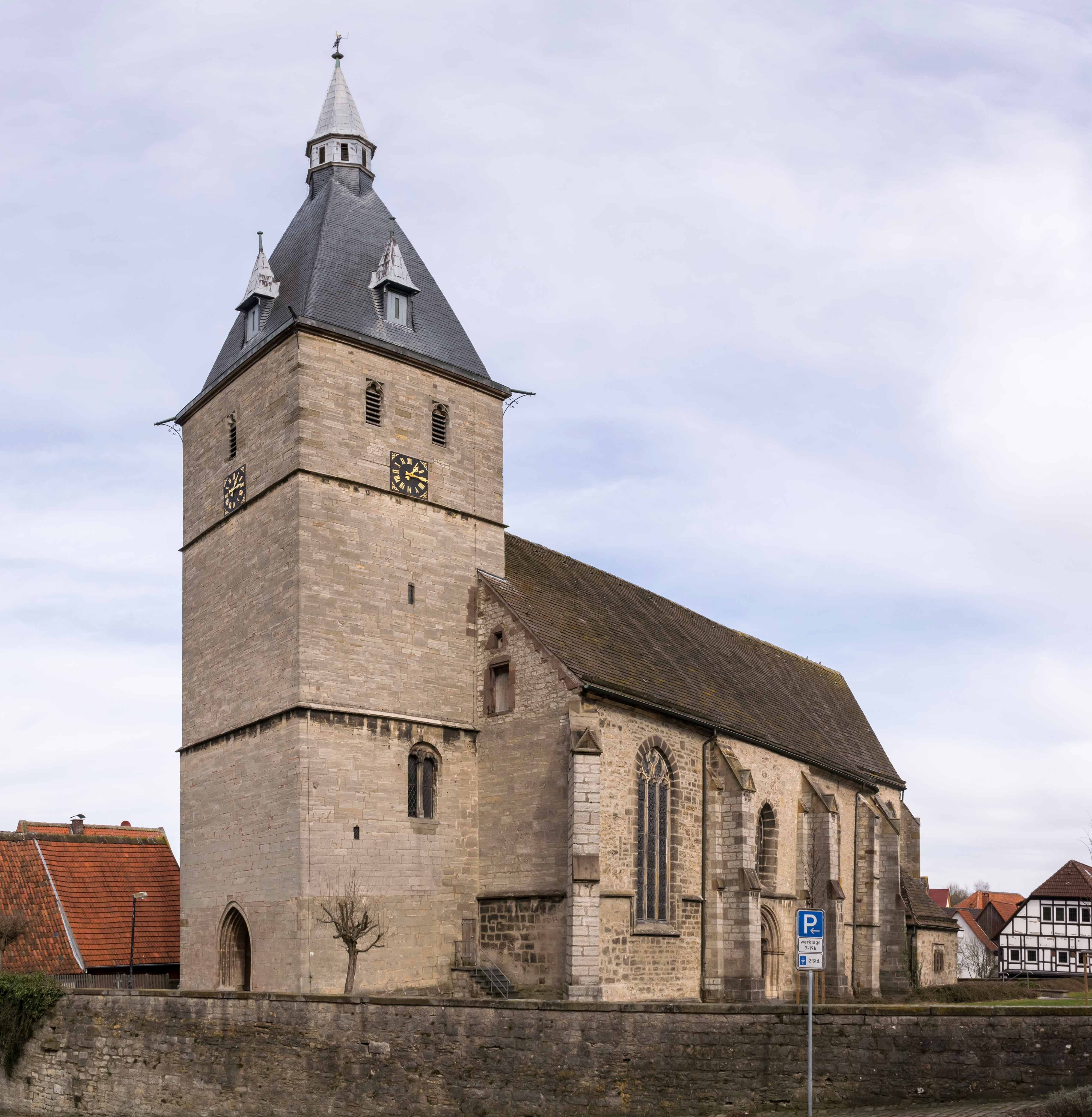
Pfarrkirche St. Nikolaus

Die katholische Pfarrkirche St. Nikolaus ist ein denkmalgeschütztes Kirchengebäude in der Marktstraße in Nieheim, im Kreis Höxter (Nordrhein-Westfalen). Kirche und Gemeinde gehören zum Pastoralverbund Nieheim-Land des Dekanats Höxter im Erzbistum Paderborn.

## Geschichte und Architektur
Die Gemeinde wurde wohl mit der Stadt zusammen gegründet. Eine Kirche wurde 1262 erstmals erwähnt. Sie wurden 1299 von Pömbsen abgepfarrt. 
Das Gebäude steht auf dem gemauerten Plateau eines nach Norden abfallenden Geländes. Mit dem Bau der dreijochigen Halle aus Bruchsandstein mit Haupt- und Nebenchören im 5/8 Schluss wurde im 13. Jahrhundert mit der Halle im Westen begonnen. Um 1300 folgten die Ostjoche und die Chöre. Der Westturm aus Sandsteinquadern, mit Pyramidenhelm, wurde im 14. Jahrhundert errichtet. Der Hauptchor wurde nach einer Bezeichnung 1497 erweitert; es wurden beidseitig quadratische Sakristeigebäude angefügt. Das Mittelschiff wurde laut einer Bezeichnung im westlichen Schlussstein 1591 neu eingewölbt. Die Nordsakristei wurde 1969 erweitert. Von 1991 bis 1992 wurde der Innenraum umfangreich renoviert.
Der Sockel und das Kaffgesims umlaufen in mehrfachen Vorsprüngen das Gebäude. Das Langhaus stand bis etwa 1890 ohne Strebepfeiler. Die Westwand wurde teils in Quaderbauweise erneuert. Das Südportal ist zur Stadt hin ausgerichtet. Es befindet sich in einer Mauervorlage in einem leicht spitzbogigen Rahmen, auf abgefasten Gewändestufen mit kapitellähnlichen Kämpfern. Das spitzbogige Stufenportal mit kräftigem Kämpferprofil wurde in den jüngeren Anbau integriert. Dieser wurde wohl im 16. Jahrhundert erweitert. Die Gewände der ehemaligen Türen wurden für ein spitzbogiges Fensterpaar wiederverwendet. Die nach Süden abgewinkelten Chöre sind von tiefen Strebepfeilern umstellt. Die mit reichem, rundbogigem Maßwerk ausgestatteten Fenster der Nebenchöre sind zweibahnig. Die dreibahnigen Fenster im Hauptchor sind mit gratig profilierten Stäben und Fischblasen über genasten Lanzettbögen verziert. Die kielbogige Nische im Chorscheitel ist mit 1497 bezeichnet. Der mächtige Westturm ist durch Kaffgesimse gegliedert. Die Spitzbogenfenster wurden um 1900 teils erneuert. Das Konzept einer dreijochigen Halle wurde vom romanischen Vorgängerbau übernommen und weitergeführt. Schmale Seitenschiffe mit gebusten Kreuzgratgewölben stehen zwischen breiten, rechteckigen Unterzügen auf Kämpferkonsolen und Pfeilern mit profilierten Basen und Kämpfern. Im Ostjoch ruhen birnstabförmige Kreuzrippen zwischen gestuften, abgefasten Gurtbogenunterzügen auf Blattkonsolen. Die 1591 erneuerten Mittelschiffgewölbe ruhen zum Teil auf kleinen Kopfkonsolen, diese Gestaltung ist für den westfälischen Raum ungewöhnlich. Die neugotische Rankenmalerei von 1927 wurde 1970 freigelegt. Die neugotischen Bleiglasfenster von Henning & Andres sind mit 1892 und 1900 bezeichnet. Die Fenster wurden von 1990 bis 1991 restauriert.

## Ausstattung
- Auf der Altarplatte des 13. Jahrhunderts steht ein neugotisches Schnitzretabel.
- Das Sakramentshaus von 1521 aus Baumberger Sandstein ist mit reichem Fialaufbau geschmückt. Es wurde 1994 restauriert.
- Die Taufe aus Sandstein vom Anfang des 16. Jahrhunderts ist bemerkenswert. Das achtseitige Becken ist mit teils vollplastischen Reliefs aus dem Alten und Neuen Testament verziert; der Bogenscheitel wurde ersetzt. Der Fuß zeigt in Nischen weibliche Heilige.
- Von den beiden Reihen eines gotischen Chorgestühls mit geschnitzten Knäufen, wurden im späten 19. Jahrhundert die Rückseiten erneuert. In einer Lehne der linken Reihe wurde 1977 Blütenmalerei freigelegt.
- Die südliche Sakristeitür ist mit gotischen Beschlägen versehen.
- Holzfiguren: Eine thronende Madonna vom 15. Jahrhundert, eine Hl. Lucia vom 17. Jahrhundert, eine weibliche Heilige mit Dornenkrone vom 17. Jahrhundert, ein Hl. Nikolaus vom 18. Jahrhundert
- Ein Epitaph des Schulten Burghard († 1563) aus Kalkstein; in der Säulennische steht eine Ritterfigur

Eine bebilderte Dokumentation und Beschreibung der Kirchenfenster, des Grundrisses und der Innenansicht der Kirche befinden sich auf der Internetseite der Forschungsstelle Glasmalerei des 20. Jahrhunderts e.V.